# Gheorghe Nichita
Gheorghe Nichita (n. 15 septembrie 1956, Dorohoi, Botoșani, România) este un fost politician român, vicepreședinte la nivel național și liderul filialei județene Iași a Partidului Social Democrat. Începând din 28 noiembrie 2003, până în 24 mai 2015, a îndeplinit funcția de primar al municipiului Iași, după ce predecesorul său, Constantin Simirad (primar între anii 1992 și 2003) a fost numit ambasador în Cuba de către președintele României.

## Studii
Gheorghe Nichita s-a născut la data de 15 septembrie 1956, în orașul Dorohoi ( județul Botoșani). Urmează cursurile Liceului de cultură generală nr. 2 din orașul Dorohoi (1971-1975), apoi Facultatea de Hidrotehnică din cadrul Institutului de Construcții din București (1976-1979), obținând diploma de subinginer în profilul Construcții; specializarea Tehnică Edilitară.
După absolvirea Institutului, este angajat în august 1979 ca șef de punct de lucru la G.I.G.C.L. Iași – Secția Apă. Din noiembrie 1979, este transferat ca dispecer în cadrul Dispeceratului central al G.I.G.C.L., lucrând aici până în februarie 1988.
În paralel, studiază în perioada 1982-1987 la Facultatea de Științe Economice din cadrul Universității “Al. I. Cuza” din Iași, obținând diploma de licență în specializarea Economia industriei, construcțiilor și transporturilor. Ulterior, între anii 1991–1995, studiază și la Facultatea de Hidrotehnică din cadrul Universității Tehnice “Gh. Asachi” din Iași, devenind inginer diplomat în specializarea Construcții Hidrotehnice.
Din anul 1997, s-a înscris ca doctorand la Facultatea de Științe Economice din cadrul Universității “Al. I. Cuza” din Iași. Domeniul de cercetare ales este: Managementul serviciilor publice, iar tema de doctorat propusă se intitulează: “Strategii manageriale în serviciile publice”.
Conform unei decizii a Senatului Universității "Al. I. Cuza" din Iași din ianuarie 2007, primarul Gheorghe Nichita, liderul PSD Iași, a fost exmatriculat de către rectorul acestei unități de învățământ Dumitru Oprea, liderul PLD Iași. Rectorul a motivat exmatricularea primarului prin faptul că acesta nu susținuse timp de nouă ani nici măcar un referat. Primarul Nichita s-a declarat surprins și revoltat de această decizie, susținând că este victima unei răzbunări politice.

## Cariera profesională
În ianuarie 1991, Gheorghe Nichita devine Șef de Secție la R.A.J.A.C. Iași, (Regia Autonomă Județeană de Apă Canal, desprinsă din G.I.G.C.L.). În aprilie 1991, este promovat ca Director Exploatare Apă la R.A.J.A.C. Iași. În august 1996, este numit ca Manager (interimar) al R.A.J.A.C. Iași, iar apoi în perioada august 1997 - iunie 2003 deține funcția de Director general al R.A.J.A.C. Iași. 
Gheorghe Nichita participă în perioada 1994-2002 la un număr mare de programe externe de perfecționare în domeniul managementului companiilor de apă-canal, al ecologizării pompării apei și al modernizării stațiilor de epurare a apei, reușind să obțină finanțarea unor proiecte ale RAJAC Iași în special prin Programele PHARE.
El este membru al numeroase instituții profesionale, cum ar fi: Asociația Generală a Economiștilor din România (A.G.E.R.) (din 1997); președinte al Comitetului Teritorial Moldova al Asociației Române a Apei (C.N.P.D.A.R.) (din 1997); vicepreședinte al Asociației Române a Apei (A.R.A.) (din 1998); președinte executiv al Federației Patronatelor din Serviciile Publice de Gospodărie Comunală (din 2003) etc.
În perioada 1991-1996, este președinte al Comisiei de Arbitri a Asociației Județene de Fotbal Iași. De asemenea, deține pentru o perioadă funcția de președinte al F.C. Politehnica Iași (1994-1995). 
Se remarcă în calitate de sprijinitor al sportului ieșean și în special al fotbalului, fiind membru fondator al S.C. Iași XXI (societate constituită pentru sprijinirea sportului ieșean). Revine din nou în perioada 1997-1998 în funcția de președinte al Consiliului de Administrație al F.C. Politehnica Iași, club care se afla sub patronajul Consiliului Local al Municipiului Iași. Din anul 2001, Gheorghe Nichita deține funcția de președinte al Consiliului Director al C.S. Poli-Unirea Iași. De asemenea, din anul 1997, este cooptat ca membru în Consiliul de Administrație al Fundației “Mihai Viteazul”.

## Cariera politică
Din iunie 1995 până în anul 2000, Gheorghe Nichita a fost membru al Partidului Democrat (PD) deținând funcția de vicepreședinte al filialei Iași. A candidat din partea acestui partid pentru funcția de primar al Municipiului Iași la alegerile locale din anul 1996, când a obținut 3,3% din voturile exprimate (clasându-se pe locul 5) și la alegerile locale din iunie 2000, când a obținut 2,89% din voturile exprimate (clasându-se pe locul 6).
În iulie 2000, la scurt timp după alegerile locale, Nichita a demisionat din PD pentru a se înscrie în Partidului Social Democrat (PSD). Alături de el, s-au înscris în PSD, 125 de persoane, în majoritate foști membri ai Partidului Democrat.
Deține funcția de consilier local în perioadele 1996-1998 și 2000-2003, în ultima perioadă fiind liderul grupului de consilieri locali ai PSD din cadrul Consiliului Local Iași. Urcă pe scara ierarhică a Organizației Municipale Iași PSD, fiind membru Delegația Permanentă, secretar, vicepreședinte (2001-2003) și apoi președinte al Organizației Municipale Iași a PSD (2003-2005).
În anul 2003, s-a conturat ideea trimiterii primarului Constantin Simirad ca ambasador al României în Cuba. "În cadrul Delegației Permanente a PSD Iași s-a conturat ideea că dl Nichita ar putea fi unul dintre cei care se pot implica mai mult în activitatea Primăriei, alături de dl Simirad, până la plecarea acestuia din urmă", a declarat senatorul Ion Solcanu, președintele PSD Iași. Pentru a putea deveni primar interimar la momentul plecării în diplomație a primarului Constantin Simirad, Gheorghe Nichita trebuia să fie viceprimar. S-a luat decizia asigurării unei perioade de acomodare până la asigurarea interimatului la conducerea Primăriei, senatorul Solcanu a intervenit pe lângă viceprimarul Vasile Dumitriu, cerându-i să demisioneze și să devină simplu consilier .
La data de 16 iunie 2003, viceprimarul Vasile Dumitriu se retrage din funcția de viceprimar, iar consilierul Gheorghe Nichita este ales de către consilierii locali, la propunerea primarului Constantin Simirad, ca Viceprimar al Municipiului Iași. La propunerea primarului Constantin Simirad, lui Gheorghe Nichita i s-au acordat atribuții sporite de către Consiliul Local al Municipiului Iași. În ședința Consiliului Local din 28 noiembrie 2003, Constantin Simirad și-a dat demisia, iar Gheorghe Nichita devine primar interimar al municipiului Iași.
A candidat din partea PSD la alegerile locale din 6 și 20 iunie 2004, obținând în primul tur de scrutin 47,72% din voturi, față de numai 18,63% dintre voturi cât a obținut principalul contracandidat, Dan Cârlan (candidat din partea Partidului Democrat). În turul doi, Gheorghe Nichita a fost ales ca primar cu 59,24% din voturi.
În anul 2005, primarul Nichita este ales ca prim-vicepreședinte al Organizației Județene Iași a PSD, apoi din aprilie 2006 deține funcția de președinte al Organizației Județene Iași a PSD. În decembrie 2006, Gheorghe Nichita este ales ca vicepreședinte pentru Regiunea Nord-Est al Partidului Social Democrat (PSD).
La alegerile locale din 1 iunie 2008, Gheorghe Nichita a candidat pentru un nou mandat de primar al municipiului Iași și a obținut 44,57% din totalul voturilor valid exprimate, aflându-se pe locul I în topul preferințelor alegătorilor . În turul II de scrutin din 15 iunie 2008, Gheorghe Nichita s-a înfruntat cu europarlamentarul Dumitru Oprea și a obținut un procentaj de 54,2% din voturile ieșenilor, câștigând un nou mandat de primar . La alegerile locale din 2012 candidatul USL, Gheorghe Nichita a câștigat alegerile pentru Primăria Iași cu 59,4% din voturi, pe poziția a doua fiind deputatul Tudor Ciuhodaru, candidat UNPR, cu 14,3%, potrivit rezultatelor finale. Potrivit reprezentanților Biroului Electoral Municipal, Gheorghe Nichita a obținut 70.463 de voturi, Ciuhodaru 16.972, Oajdea 14.625, iar Păduraru 11.787 de voturi. Alți nouă candidați la primărie au obținut în total sub 5.000 de voturi.

### Incidentul tăierii teilor
Gheorghe Nichita a devenit notoriu pe plan național și a pierdut capital politic în februarie 2013, când, alături de vice-primarul Mihai Chirica, a dispus tăierea aliniamentului de tei din centrul Iașiului (Bd. Ștefan cel Mare și Sfânt) și înlocuirea lor cu salcâmi japonezi. Acțiunile primăriei au determinat ample mișcări civice de protest, atât locale, cât și naționale. Botaniștii ieșeni Mandache Leocov și Ionel Lupu l-au criticat pe Gheorghe Nichita pentru ceea ce specialiștii locali au descris ca o lungă tradiție de incompetență dendrologică și abuzuri ecologice săvârșite de administrația condusă de acesta.

### Acuzații de corupție
Pe 27 noiembrie 2015 procurorii Direcției Naționale Anticorupție l-au trimis în judecată pentru abuz în serviciu. Gheorghe Nichita ar fi folosit poliția locală pe post de serviciu propriu de supraveghere a unor persoane de care era interesat.
Pe 30 august 2022 Curtea de Apel Iași l-a condamnat definitiv pe Gheorghe Nichita la 5 ani de închisoare cu executare.
Pe 18 decembrie 2015 DNA l-a trimis în judecată pe Gheorghe Nichita pentru luare de mită. În acest caz a fost implicat și omul de afaceri Tiberiu Urdăreanu, acționar principal al UTI Grup. Pe 5 august 2020 Curtea de Apel București l-a condamnat definitv la 5 ani de închisoare.
În decembrie 2015, Nichita a fost pus sub acuzare într-un alt dosar penal, fiind suspectat de luare de mită; 

## Viața privată
Gheorghe Nichita este divorțat și are două fiice.